# Dingo professeur
Pour plus de détails, voir Fiche technique et Distribution.
Dingo professeur (titre original : Teachers Are People) est un court métrage d'animation américain de la série de Dingo, sorti le 27 juin 1952 aux États-Unis, réalisé par les studios Disney.

## Synopsis
Dingo se lance dans le métier d'enseignant.

## Fiche technique
- Titre Original : Teachers are People
- Autres titres [1]:
  - Finlande : Opettajat ovat ihmisiä
  - Suède : Jan Långben i katedern, Långben som lärare
- Série : Dingo
- Réalisateur : Jack Kinney
- Voix [1]: Pinto Colvig (Goofy), Alan Reed (narrateur)
- Animateur[2] : Edwin Aardal
- Musique[1]: Oliver Wallace
- Producteur : Walt Disney
- Société  de  production : Walt Disney Productions
- Distributeur : RKO Radio Pictures
- Date de sortie : 27 juin 1952[3]
- Format d'image : Couleur (Technicolor)
- Son : Mono (RCA Sound System)
- Durée : 6 minutes
- Langue : Anglais
- Pays de production :  États-Unis

## Voix françaises

### 1erdoublage (1985)
- Roger Carel : le narrateur, Dingo
- Francis Lax : Plusieurs enfants, le parent d'élève
- Claude Chantal : La mère de George, quelques voix d'enfants

Note : La chanson des enfants est laissée en VO.

### 2edoublage (1990)
- Gérard Rinaldi : Dingo
- Bernard Tixier : le narrateur
- Jackie Berger : George, Eddie et Joseph
- Régine Teyssot : Mike, Tim, Noémie, Lulu et Marjorie
- Hervé Jolly : le parent d'élève